# 가미야스역
가미야스(동물 공원 입구)역(일본어: 上安(動物公園口)駅, かみやす(どうぶつこうえんぐち)えき 카미야스(도오부쓰코오엔구치)에키[*])은 일본 히로시마현 히로시마시 아사미나미구에 있는 히로시마 신교통 1호선의 역이다. 부역명은 "동물 공원 입구(動物公園口)"이다.
| 1 | ■ 하행 | 조라쿠지 · 오바라 · 오즈카 · 고이키코엔마에 방면                                       |
| 2 | ■ 상행 | 오마치 · 나카시지 · 니시하라 · 후도인마에 · 우시타 · 신하쿠시마 · 조호쿠 · 혼도리 방면 |

히로시마 고속 교통의 가미야스 역은 섬식 승강장 1면 2선의 구조를 갖춘 고가역이다.

## 개요
일본의 상안역.

## 같이 보기
- 히로시마 고속 교통 히로시마 신교통 1호선
- 히로시마 고속 교통

| 히로시마 고속 교통 히로시마 신교통 1호선 | 히로시마 고속 교통 히로시마 신교통 1호선 | 히로시마 고속 교통 히로시마 신교통 1호선 |
| ---------------------------------------- | ---------------------------------------- | ---------------------------------------- |
| 야스히가시 혼도리 방면                   | ■ 아스트램 라인                          | 다카도리 고이키코엔마에 방면             |